# Betina
Betina är en ort i Kroatien.   Den ligger i staden Grad Šibenik och länet Šibenik-Knins län, i den södra delen av landet, 220 km söder om huvudstaden Zagreb. Betina ligger 21 meter över havet och antalet invånare är 697.
Terrängen runt Betina är platt söderut, men åt nordost är den kuperad. Havet är nära Betina åt sydväst.  Närmaste större samhälle är Pakoštane, 12,2 km nordväst om Betina. 